# Taking Five
Taking Five es una película estadounidense de 2007, dirigida por Andrew Waller. Protagonizada por Alona Tal, Daniella Monet, Christy Carlson Romano, Marcus T. Paulk , Jake Koeppl, Eric Dill, Kate Albrecht, Jimmy Chunga y los miembros de la banda The Click Five en los papeles principales. Se estrenó en el Festival de Cine de Tribeca el 28 de abril de 2007. 
La película fue filmada en el Juan Diego Catholic High School (Draper, Utah) y en el Hillcrest High School (Midvale, Utah). Fue lanzada al mercado en Estados Unidos en 2008, en versión DVD, por Sony Pictures Home Entertainment, y transmitida por televisión en 2009, por el canal ABC Family.

## Sinopsis
Devon (Alona Tal) y Gabby (Daniella Monet) son las fanes más grandes de una banda llamada 5 Leo Rise (The Click Five). Así pues, cuando la bebida energética Shift patrocina un concierto gratuito de 5 Leo Rise en la escuela secundaria que recoja la mayor cantidad de etiquetas de las botellas, Devon y Gabby comenzaron a juntar todas las etiquetas que pudieron. Cuando las etiquetas resultan destruidas en un incendio accidental causado por Devon, los sueños del concierto se esfumaron no sólo para las chicas, sino también para toda la escuela. Desesperadas por ver a sus ídolos en su propio terreno y no ser marginadas por el resto de los alumnos, las dos amigas comienzan a odiar a la banda y deciden secuestrar a la banda con la ayuda de Lincoln (Marcus T. Paulk) y Pete (Jake Koeppl), al mismo tiempo Devon y Gaby hacen el juramento de no enamorarse de sus prisioneros. 
En su primer intento no logran secuestrar a sus ídolos pero por casualidad van a parar al mismo sitio de comida rápida que ellos (donde se queda uno de los chicos) y en una gran confusión los miembros de 5 Leo Rise suben a la limusina equivocada quedando así en manos de Devon, Gabby, Lincoln y Pete. Tras el transcurso del camino deben dejar ir a otro, para que el resto esté de acuerdo en tocar en su escuela. Ritchie (Eric Dill) no quiere hacerlo y comienza a portarse como un cretino así que sus compañeros le lanzan huevos, y convencen a Devon de disfrazarse como Velvet Raven (el personaje de cómic favorito de Ritchie) para convencer a Ritchie de tocar en la escuela, Devon le limpia los restos de huevo con una esponja suavemente mientras los dos resultan quedando perdidamente enamorados.
Ritchie les confiesa que canta con playback, porque le tiene miedo al público. A Gabby se le ocurre una idea para ayudarlo a cantar al frente de una multitud, haciendo que se vistan con divertidos disfraces. Esto no funciona debido a las acciones de Lincoln, así que Ritchie apenado huye, y Devon lo sigue. El comienza a tocar una canción en la guitarra sin darse cuenta de que Devon, junta valor para cantar delante de Devon mientras ella mantenía los ojos cerrados,  al terminar la canción Devon sonríe abriendo los ojos mientras ritchie se inclina y la besa, cuando de pronto Lincoln y Gabby entran para avisarle a Devon que están en grandes problemas ya que el secuestro salió en las noticias (interrumpiendo el beso) y cuando Gabby los ve, se va furiosa. 
Lincoln enojado, secuestra a Ritchie porque él había besado a Devon. Gabby decide tomar sus cosas e irse pero antes besa a Mason (de quien está profundamente enamorada). Devon hace que Lincoln traiga a Ritchie de vuelta y luego van a tocar en la escuela. Gabby se enfrenta a Kira (Kate Albrecht) (quien era la principal causa de su marginación social) así que toda la escuela queda impresionada. La banda y Devon llegan a su escuela donde Gaby y Devon se reconcilian y los chicos tocan para ellos. Luego, llegan unos agentes a arrestar a Devon y a Gaby quienes son defendidas por Ritchie (evitando que vayan a la cárcel). Luego las chicas son alabadas por los estudiantes mientras los chicos se van de gira junto con la hermana de Devon quien queda enamorada de uno de los chicos de la banda.

## Reparto
- Alona Tal ... Devon Thompson
- Daniella Monet ... Gabby Davis
- Christy Carlson Romano ... Danielle (hermana de Devon)
- Bart Johnson ... Mark Thompson
- Marcus T. Paulk ... Lincoln
- Eric Dill ... Ritchie
- Joey Zehr ... Mason
- Ben Romans ... Scooter
- Ethan Mentzer ... K.K.
- Joe Guese ... Nikolai
- Jimmy Chunga ... Agente especial George Sledge
- Michael Buster ... Hollace
- Jake Koeppl ... Pete
- Kate Albrecht ... Kira

## Música
Taking Five presenta nuevas canciones de The Click Five y de Christy Carlson Romano, incluyendo: "Kidnap My Heart" de The Click Five, y  "No Such Thing" y "Friday Night" de Christy Carlson Romano.